# Subterranean
Subterranean – minialbum szwedzkiej melodic death metalowej grupy In Flames wydany w 1995 roku. Jest to jedyna płyta zespołu nagrana z Henke Forssem.

## Lista utworów
1. "Stand Ablaze" – 4:33
2. "Ever Dying" – 4:23
3. "Subterranean" – 5:46
4. "Timeless" – 1:46
5. "Biosphere" – 5:07
6. "Dead Eternity" – 5:01
7. "The Inborn Lifeless" – 3:23
8. "Eye of the Beholder" (cover zespołu Metallica)
9. "Murders in the Rue Morgue" (cover zespołu Iron Maiden)

## Twórcy
- Henke Forss – wokal
- Jesper Strömblad – gitara
- Glenn Ljungström – gitara
- Johan Larsson – bas
- Daniel Erlandsson – perkusja
- Anders Jivarp – perkusja w "Subterranean" i "Biosphere"
- Oscar Dronjak – dodatkowy wokal w "Stand Ablaze"